# Héctor Rial
José Héctor Rial Laguía (Pergamino, 14 ottobre 1928 – Madrid, 24 febbraio 1991) è stato un calciatore argentino naturalizzato spagnolo, di ruolo attaccante.

## Caratteristiche tecniche
Rial giocò principalmente come attaccante (mezzala), vestendo la maglia numero 10 nelle squadre in cui militò. I suoi punti di forza erano l'abilità tecnica, la visione di gioco e la precisione nel tiro; inoltre, aveva una particolare propensione per l'esecuzione di precisi cross, raccolti spesso, nel suo periodo al Real Madrid, da Francisco Gento. La sua fascia di competenza era quella sinistra.

## Carriera

### Giocatore

#### Club
Figlio d'immigrati spagnoli, iniziò a giocare a calcio a Buenos Aires, ove crebbe. Entrato nel settore giovanile del San Lorenzo, vi rimase per due stagioni, facendo da spalla al centravanti Ángel Perucca, sempre vestendo la casacca numero 10. Per volere di René Pontoni, ex del San Lorenzo, Rial si trasferì in Colombia, all'Independiente Santa Fe, nel corso del cosiddetto El Dorado, il periodo di maggior successo del calcio nel paese andino. Fino al 1951 (anno della reincorporazione della Colombia nella FIFA) giocò con i biancorossi di Santa Fe, trasferendosi poi al Nacional di Montevideo, in Uruguay. Nel 1954, dopo due titoli nazionali vinti in Uruguay, Raimundo Saporta, dirigente del Real, riuscì a convincere il presidente del Nacional Añon a lasciarlo andare. Nel suo periodo di miglior forma, Rial ben figurò nella capitale spagnola, grazie alle sue doti tecniche. Partecipò a uno dei momenti più vincenti della società dei blancos, ottenendo in sette anni 12 trofei ufficiali e 4 amichevoli. Nel 1961 passò all'Espanyol di Barcellona, e chiuse la carriera all'Olympique Marsiglia, in Francia, nel 1963.

#### Nazionale
Date le sue origini iberiche, Rial poté giocare nella Nazionale spagnola, per cui debuttò nel 1955; raccolse cinque presenze e una rete.

## Palmarès

### Giocatore

#### Club

##### Competizioni nazionali
- Campionato uruguaiano: 1

Nacional: 1952
- Campionato spagnolo: 4

Real Madrid: 1954-1955, 1956-1957, 1957-1958, 1960-1961

##### Competizioni internazionali
- Coppa Latina: 2

Real Madrid: 1955, 1957
- Coppa dei Campioni: 5

Real Madrid: 1955-1956, 1956-1957, 1957-1958, 1958-1959, 1959-1960
- Coppa Intercontinentale: 1

Real Madrid: 1960

#### Individuale
- Capocannoniere della Coppa Latina: 1

1955 (2 gol a pari merito con Eduardo Ricagni)